# صوفينا براون
صوفينا براون (بالإنجليزية: Sophina Brown)‏ هي ممثلة أمريكية، ولدت في 18 سبتمبر 1976 بساغيناو في الولايات المتحدة. بدأت مشوارها المهني سنة 2000.

## أعمال

### مسلسلات
- القرش
- لوس أنجلوس
- ذا غود وايف
- كاسل
- نمبرز

## وصلات خارجية
- صوفينا براون على موقع IMDb (الإنجليزية)
- صوفينا براون على موقع ألو سيني (الفرنسية)
- صوفينا براون على موقع قاعدة بيانات الفيلم (الإنجليزية)
- صوفينا براون على موقع كينوبويسك (الروسية)